# Битва при Навпакте
Битва при Навпакте — морское сражение между флотами Афин и Пелопоннесского союза, произошедшее в 429 году до н. э. во время Пелопоннесской войны. Сражение произошло в Коринфском заливе близ города Навпакт и закончилось победой афинского флота.

## Предыстория
Со времен Малой Пелопоннесской войны и переселения восставших илотов Мессении в Навпакт, этот город стал важным союзником Афин. Зимой 430/429 г. до н. э. афиняне послали стратега Формиона с флотом в 20 триер в Навпакт для того, чтобы заперев достигающий между отрогами Рионских гор и Андирионом всего 1920 м шириной вход из Патрасского в Коринфский залив — Рионский пролив, закрыть его для пелопоннесского судоходства (для Коринфа, Мегары и Сикиона) и защитить союзные с афинянами государства в Акарнании от набегов союзников пелопоннесцев.
Спартанцы и их союзники, понимая важность Навпакта, как стратегического пункта для перехода из Пелопоннеса в Центральную Грецию и для судоходства своего главного союзника Коринфа попытались овладеть им. Весной 429 года до н. э. с запада (из Киллены) в Амбракийский залив отправился спартанский отряд в 1000 гоплитов. Сильная эскадра с подкреплениями должна была немедленно выйти из Коринфа и Сикиона на о. Левкадию, причём все эти намерения были скрыты от Формиона. Однако Формион рагадал замысел противника и смог в сражении у мыса Рион разгромить эскадру пелопоннесцев, которая укрылась в гаване Каллена в Элиде. Туда же прибыл спартанский флот под командованием Кнема, перевозивший его войско в Амбракийский залив.
Объединенная эскадра пелопоннесцев после ремонта поврежденных судов насчитывала 77 кораблей. Эскадра же Формиона насчитывала лишь 20 кораблей. В Спарте посчитали, что противник очень слаб, и Кнем получил приказ атаковать афинский флот. Фукидид пишет о мотивах и действиях спартанцев:

По мнению лакедемонян, неудача была большою для них неожиданностью главным образом потому, что они впервые попытались дать морскую битву. Они объясняли причину неудачи не отсталостью их в морском деле, но некоторым недостатком энергии, не принимая при этом во внимание разницы между долговременною опытностью афинян в сравнении с кратковременностью их собственных занятий морским делом. Раздраженные неудачей, они и отправляли советников. (3) По прибытии на место советники, сообща с Кнемом, приказали отдельным городам снаряжать корабли, и те, что были у них ранее, приспособляли для морского сражения.

Формион послал в Афины просьбу о подкреплении, но эскадра из 20 кораблей, которую афиняне немедленно послали Формиону в помощь, необоснованно задержалась у берегов Крита. Пелопоннесцы выдвинулись к Навпакту, но не встали в пролив, а расположились у маленького городка Панорма. Формион же немедленно вышел из Навпакта против вражеских судов.
Альфред Штанцель в своей книге «История войн на море» объясняет такое поведение Формиона превосходством в опыте руководства и личного состава афинян:

Формион настолько владел своим маленьким флотом, настолько был уверен в своем личном составе, что чувствовал себя готовым сразиться с любым числом неприятельских кораблей. Он знал, что от каждого подчиненного можно потребовать полного напряжения и быть при этом уверенным, что все будет исполнено. Он не хотел драться в узком фарватере, неблагоприятном для его хорошо обученных команд и для употребления главного оружия — тарана; его отряду необходимо было свободное пространство для маневрирования, для разбега, необходимого для таранного удара, а также для прорезания неприятельского строя, порчи весел противника и нападения с тыла. При сражении в узком фарватере дело скоро дошло бы до абордажного боя, похожего на сухопутный, что было благоприятнее для спартанцев, у которых главную роль играла численность. Этого как раз хотел избежать Формион. Перед боем он еще раз внушил своим командирам, чтобы они сохраняли тишину и порядок.

Однако спартанцы вытащили свои корабли на сушу. Формион расположился в трех милях от них к востоку. Оба флота простояли друг против друга около недели, выжидая благоприятного момента для начала сражения. Однако Кнем понимал, что Формиону со дня на день должна подойти эскадра из Крита и решился дать сражение.

## Сражение
Кнем захотел сражаться в узком месте, а не на открытой воде, а потому принял предложение своего помощника Брасида совершить дерзкий манёвр. Ночью он спустил корабли на воду и с рассветом проплыл вдоль афинских судов в сторону Навпакта, имитируя атаку на город. Навпакт был единственной базой Формиона, а потому он не мог позволить спартанцам атаковать город и двинулся параллельным курсом с пелопоннесским флотом. Берегом шли союзные Формиону мессенцы из Навпакта, готовые поддержать его в сражении.
Неожиданно спартанцы применили хитрый манёвр: они резко изменили направление части своих судов и прижали 9 кораблей афинян к берегу. 11 триер успели вырваться и ушли в сторону Навпакта. Одну афинскую триеру спартанцы смогли захватить, остальные 8 сели на мель близ берега. Команда этих судов, считая свои корабли погибшими, спаслась на берегу. На некоторые из этих судов спартанцы посадили свои команды и взяли их на буксир, чтобы увести подальше от берега, но на остальные подоспели вброд с берега мессенцы и, забравшись на их высокие носы, начали их оборонять.
Тем временем 11 остальных афинских судов Формиона продолжали движение к Навпакту. За ними погнались 20 элитных быстроходных спартанских кораблей. Формион с 10 из 11 ушедших кораблей добрался до Навпакта (преодолев расстояние в 3 мили). Там он повернул и перестроился в строй фронта, чтобы напасть на преследователей. Одиннадцатая трирема Формиона немного отстала и её настигла передняя из 20 спартанских трирем, вырвавшаяся далеко вперед. Командир афинской триремы предпринял дерзкий манёвр, воспользовавшись стоявшим на рейде на якоре торговым кораблем. Он обошёл его кругом, причём рассчитал манёвр таким образом, что, описав окружность, попал тараном в борт своего преследователя и одним ударом пустил его ко дну. Это так подействовало на остальные 19 спартанских кораблей, что передние из них остановились, некоторые сели на мель, тянувшуюся вдоль берега, весь порядок нарушился. Поэтому, когда Формион подал сигнал к наступлению и двинулся на них со своими кораблями, спартанцы обратились в бегство, во время которого потеряли 6 судов. Остальная часть спартанского флота, занятая сталкиванием судов с мели и нападением на приставшие к берегу афинские триремы, при известии о неожиданном исходе боя окончательно растерялась и не только не вступила в бой с приближавшимся правильным строем афинским флотом, но предпочла укрыться в Панорм, бросив захваченные афинские корабли.

## Итоги сражения
Афиняне потеряли только одну свою триеру, которую пелопоннесцы смогли захватить в самом начале сражения. Остальные суда афиняне отбили и захватили 6 вражеских судов. К Формиону подошла эскадра с Крита в составе 20 кораблей, и вместе с захваченными пелопоннесскими судами его эскадра достигла численности в 45 триер. Пелопоннесский флот, видя бесперспективность нападения на такую мощную эскадру, предпочел уйти в Коринф. Афиняне смогли удержать стратегически важный город Навпакт и через него серьёзно ограничили торговлю главных союзников Спарты — Коринфа и Мегары, а также, действуя с базы в Навпакте, могли опустошать западные берега Пелопоннесса.